# 马克斯·布鲁赫
马克斯·克里斯蒂安·腓特烈·布鲁赫（德語：Max Christian Friedrich Bruch，1838年1月6日—1920年10月2日），德国浪漫樂派作曲家、指挥家、音乐教育家。
布鲁赫最著名的作品是他的三首小提琴协奏曲，其中以第1號小提琴協奏曲最为闻名。此外还作有小提琴与乐队的《蘇格蘭幻想曲》等。

## 生平

### 早年
布鲁赫出生於科隆，在那里他师从作曲家、钢琴家费迪南·希勒，接受早期的音乐教育。早時布魯赫的天分和進步受到伊格納茲·莫謝萊斯的肯定。布鲁赫9歲時，完成了第一首作品，是一首慶祝母親生日的歌曲，這奠定了他對音樂的熱情，雙親對此也全力支持。該時期的作品有經文歌、詩篇、鋼琴小品、小提琴奏鳴曲、弦樂四重奏等，甚至還有一首管弦樂序曲，不過上述大部分的創作都已散佚，不知所蹤。
1849年，父親友人海因里希·卡爾·布雷登斯坦在波昂為布魯赫上了第一堂音樂理論課。當時布魯赫寄宿在贝吉施格拉德巴赫的一處宅邸，後來也在該處完成了許多作品。

### 職業生涯
離開波昂後，布魯赫展開職業音樂家的生涯，除了教學之外，他也是一名指揮、作曲家。他的足跡在德國各地皆可得見：曼海姆、科布倫茲、松德斯豪森、柏林、波昂等地。1880年－1883年間担任利物浦愛樂協會指挥，可以說是他職涯的高峰。
从1890年到1910年退休之间，他在柏林音乐学院教授作曲，培养出包括克拉拉·瑪蒂爾達·費斯特在內的一批有名望的学生。

### 晚年
1920年布魯赫在柏林弗里德瑙的家中辭世，他被葬在舍讷贝格的舊聖馬太教會公墓，就在早先去世（1919年8月26日）的妻子克拉拉墓旁。

## 評價
- 知名音樂學學者唐納德·托維（英语：Donald Tovey）爵士：「我對於《格罗夫辞典》的著者（指克里斯托弗·費菲爾德（英语：Christopher Fifield））之言可說完全認同。布魯赫最為擅長的，還是在於合唱和管弦樂作品方面。」[2]承此，托維對《奧德修斯》（Odysseus，作品41）頗為肯定。[3]

## 作品
布魯赫的作品多是繁複、結構工整的德國浪漫主義產物，後世音樂史家將他視為以约翰内斯·勃拉姆斯為首的傳統守舊陣營一員。論其評價，生前的布魯赫以其合唱作品的知名度更高一些，不過今人普遍認識的卻是第1號小提琴協奏曲（作品26，1866年），以及《蘇格蘭幻想曲》等小提琴與樂隊作品。另外1880年為大提琴與樂隊所作的《晚禱》（Kol Nidrei，作品47，或譯「科尔尼德莱」）也有相當的能見度。布魯赫較罕為人知的管弦樂作品，尚有三首交響曲、第2號小提琴協奏曲（作品44，1878年）、第3號小提琴協奏曲（作品58，1891年），以及為單簧管、中提琴與樂隊的複協奏曲（作品88，1911年）等。
在室內樂領域他的涉獵不深，作品大都不受重視。值得一提的是為單簧管、中提琴與鋼琴所作的八首小品（作品83，1910年），所採用的樂器編制是音樂史上罕見的。其中單簧管部分是為長子馬克斯所量身訂做的。在這之外，早年他還有七重奏（1849年）、弦樂四重奏等作品，後者和舒曼的四重奏頗有近似之處。任職於利物浦時期，布魯赫則是寫了一首鋼琴五重奏（第2號）。1918年，布魯赫開始構思一首為二組弦樂四重奏演奏所作的八重奏。這首B♭大調八重奏於1920年完成，以當時的音樂主流來看，屬於相當保守的作品。

## 錄音推薦
- Masur, Kurt.  (CD). DUO. Philips Classics. 1998. Barcode 028946216422.
- Accardo, Salvatore. Masur, Kurt.  (CD). DUO. Philips Classics. 1998. Barcode 028946216729.

## 個人生活
布鲁赫之母威廉明妮是一名歌者，父親奧古斯都·卡爾·弗里德里希則是律師，在布魯赫的少年時期啟蒙他的法語、英語等語言。此外布鲁赫還有一個妹妹，名喚瑪蒂爾德。
1881年1月3日，布魯赫和年方26歲的歌者克拉拉·圖切克（Clara Tuczek）成婚。克拉拉來自音樂家庭，兩人在柏林相識相戀。婚後，他們居住在利物浦，其居所在塞夫顿公园一帶。1882年，他們的女兒瑪格麗莎出生。1884年5月31日再誕下一子，取名馬克斯·菲利克斯。彼時布魯赫家已離開英國，出生在弗罗茨瓦夫的馬克斯則是同父親般，擁有早慧的音樂天賦。在這之後，布魯赫又添二子，分別是漢斯、埃瓦爾德。

## 軼事
- 由於《晚禱》的成功，有人猜測布魯赫及其家族可能有猶太血緣，不過皆無實據，布魯赫本人也否認這個說法。他的中間名「克里斯蒂安」，以及本身在新教信仰中成長的事實，也可作為說明。[5][8]
- 在納粹掌政時期，由於上述的流言不斷，當局限制了布魯赫作品的演出，這點導致迄今德語地區對其音樂的關注度仍低[來源請求]。

## 延伸閱讀
- Alfons Ott: Bruch, Max Karl August. In: Neue Deutsche Biographie (NDB). Band 2. Duncker & Humblot, Berlin 1955, S. 641 f. (全文) （德文）
- Fuller Maitland, J.A. . . New York: Charles Scribner's Sons. 1894. OCLC 1333984.

## 參看
- 古典音乐作曲家列表

## 外部連結
- 马克斯·布鲁赫的免费乐谱，由国际乐谱典藏计划提供
- AllMusic的马克斯·布鲁赫頁面